# Artemon
Artemon – imię męskie wywodzące się od imienia wczesnochrześcijańskiego biskupa św. Artemona.
Artemon imieniny obchodzi 26 kwietnia i 8 października.